# Ухлерс, Дуайт
Дуайт Ухлерс (нидерл. Dwight Oehlers; род. 31 июля 1988) — арубский футболист, защитник нидерландского «БФК Бюссюм».

## Биография
Дуайт Ухлерс родился 31 июля 1988 года.
Играет в футбол на позиции защитника. В сезоне-2011/12 играл за арубский «Расинг», в составе которого выиграл чемпионат и Кубок страны.
В 2012 году перебрался в Нидерланды, где стал выступать за «СДО Бюссюм». Высшим достижением команды за восемь лет выступлений Ухлерса стало 10-е место в четвёртом эшелоне нидерландского футбола.
С 2020 года выступает на седьмом уровне чемпионата Нидерландов за «БФК Бюссюм».
В 2015—2016 годах провёл 4 матча за сборную Арубы. Дебютным для Улерса стал матч 4 сентября 2015 года в Кингстауне в рамках отборочного турнира чемпионата мира против сборной Сент-Винсента и Гренадин (0:2), который он отыграл полностью.

## Достижения
«Расинг»
- Чемпион Арубы (1): 2011/12.
- Обладатель Кубка Арубы (1): 2011/12.